# Abraham Lundquist AB
Abraham Lundquist AB är ett musikförlag grundat 1838 av Abraham Lundquist och ett av de äldsta musikförlagen i Sverige. 
Abraham Lundquist var företagets ledare fram till 1892, varpå han efterträddes av sonen Georg Abrahamsson Lundquist, som var företaget ledare fram till 1940. Fram till 1913 drev man även musikhandel, men därefter handelsverksamheten till Svala & Söderlund.
Förlaget innehar originalutgåvor av en stor mängd äldre musik. Förlaget representeras idag av Gehrmans musikförlag. Någon nyutgivning av musik sker inte.

## VD
- 1960–1968: Einar Hylin